# Acadèmia Nacional de Ciències de l'Azerbaidjan
L'Acadèmia Nacional de Ciències de l'Azerbaidjan (en àzeri: Azərbaycan Milli Elmlər Akademiyası, AMEA), és la principal organització dedicada a la investigació a l'Azerbaidjan. Va ser establerta el 1945 i té la seu a la capital del país, Bakú.

## Història
L'Acadèmia es va basar en la Societat Àzeri per a Investigacions i Estudis Científics, que al principi estava afiliada a la Universitat de Bakú i, posteriorment, a l'Acadèmia de les Ciències de l'URSS. El 1945, el Consell de Comissaris del Poble de l'URSS va ordenar que la societat es reorganitzés en l'Acadèmia de les Ciències de la República Socialista Soviètica de l'Azerbaidjan. Durant el seu primer any de vida, l'Acadèmia va nomenar 15 membres, entre ells el compositor Uzeyir Hajibeyov i l'escriptor Samad Vurgun.
El Presídium és a l'històric edifici del Palau Ismailiyya.

## Estructura
L'Acadèmia Nacional de Ciències de l'Azerbaidjan està dividida internament en 5 departmentos (que en conjunt donen cabuda a 30 institucions científiques i culturals a tot el país). Aquests departaments són:
- Departament de Física, Matemàtiques i Estudis Tecnològics
- Departament de Química
- Departament de Ciències de la Terra
- Departament de Biologia
- Departament de Ciències Socials

L'Acadèmia té ramificacions regionals en Gandja, Shaki i Lenkoran.

## Membres
L'Acadèmia té un sistema de membres de dos graons. Actualment hi ha 57 membres actius i 104 membres corresponents. La filiació s'obté mitjançant vot. Així mateix, l'Acadèmia pot atorgar el rang de membre honorari.

## Presidents
La principal figura executiva de l'Acadèmia és el President de la d'Acadèmia Nacional de Ciències de l'Azerbaidjan que és triat per sufragi pels membres de l'Acadèmia. Històricament, els Presidents de l'Acadèmia Nacional de Ciències de l'Azerbaidjan han estat:
| Nom del President       | Període             |
| ----------------------- | ------------------- |
| Mir-Asadulla Mirgasimov | 1945–1947           |
| Yusif Mammadaliyev      | 1947–1950 1958–1961 |
| Musa Aliyev             | 1950–1958           |
| Zahid Khalilov          | 1961–1967           |
| Rustam Ismayilov        | 1967–1970           |
| Hasan Abdullayev        | 1970–1983           |
| Eldar Salayev           | 1983–1997           |
| Faramaz Magsudov        | 1997–2000           |
| Mahmud Karimov          | 2000–               |